# Anna Henkes
Anna Henkes (* 24. November 1984 in Bassum als Anna Badenhop) ist eine ehemalige deutsche Handballspielerin.

## Karriere
Die 1,68 m große Linksaußen begann das Handballspielen beim TuS Syke. Über Zwischenstationen in Bassum und Twistringen kam sie mit 13 Jahren zum VfL Oldenburg. Nach einer zweijährigen Zwischenstation in der 2. Bundesliga beim TV Cloppenburg stand sie von 2006 bis 2012 wieder beim Bundesligisten VfL Oldenburg unter Vertrag. Mit dem VfL gewann sie 2008 den EHF Challenge Cup, 2009 den DHB-Supercup sowie 2009 und 2012 den DHB-Pokal.